# Гранд-слэм

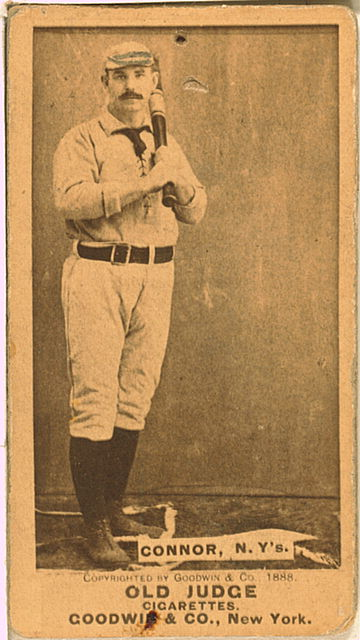
Роджер Коннор, около 1887.

Гранд-слэм  (англ. grand-slam) — в бейсболе самое главное действие атакующей команды. Гранд-слэм происходит, когда все базы закрыты и игрок делает хоум-ран. Гранд-слэм даёт команде четыре очка и является единственным способом набрать четыре очка за один розыгрыш.
Гранд-слэм является одним из самых популярных моментов в бейсболе. Это также один из самых редких моментов.
Многие предполагают, что впервые в истории такой удар произошёл 10 сентября 1881, когда Роджер Коннор поразил команду MLB Троя Троянцы (англ. Troy Trojans). Тем не менее MLB не признали этот гранд-слэм официально. Алекс Родригес сделал за свою карьеру 25 таких ударов. Дон Маттингли за один сезон сделал 6 грэнд-слэмов в 1987 году. Трэвис Хафнер в сезоне 2006 года оформил 6 грэнд-слэмов.